# Катуниште
Кату́ниште (болг. Катунище) — село в Сливенській області Болгарії. Входить до складу общини Котел.

## Населення
За даними перепису населення 2011 року у селі проживали 26 осіб, усі — болгари.
Розподіл населення за віком у 2011 році:
Динаміка населення: